# Pseudotrapelus
Pseudotrapelus es un género de iguanios de la familia Agamidae. Sus especies son endémicas del noreste de África y el sudoeste de Oriente Próximo.

## Especies
Se reconocen las 7 especies siguientes:
- Pseudotrapelus aqabensis Melnikov, Nazarov, Ananjeva & Disi, 2012
- Pseudotrapelus chlodnickii Melnikov, Śmiełowski, Melnikova, Nazarov & Ananjeva, 2015
- Pseudotrapelus dhofarensis Melnikov & Pierson, 2012
- Pseudotrapelus jensvindumi Melnikov, Ananjeva & Papenfuss, 2013
- Pseudotrapelus neumanni (Tornier, 1905)
- Pseudotrapelus sinaitus (Heyden, 1827)
- Pseudotrapelus tuwaiqensis Tamar, Uvizl, Shobrak, Almutairi, Busais, Salim, AlGethami, AlGethami, Alanazi, Alsubaie, Chirio, Carranza & Šmíd, 2023[2]